# Ère du jazz

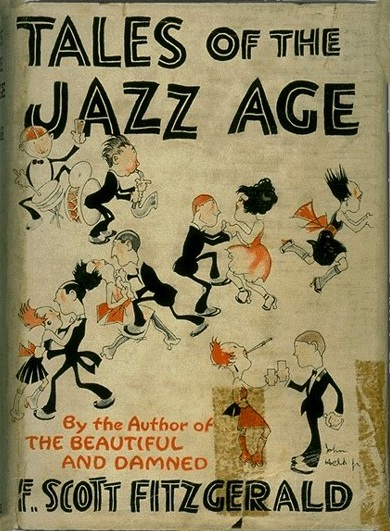
Couverture du livre Tales of the Jazz Age de F. Scott Fitzgerald.

L'ère du jazz, ou Jazz Age, est l'époque historique au cours de laquelle se fit particulièrement sentir l'influence du jazz, en tant que genre musical et de danse. Le mouvement a été principalement important dans les années 1920 et 1930 aux États-Unis, lieu de naissance du jazz, mais s'est également exporté en Europe.
Né à La Nouvelle-Orléans du mélange entre la musique africaine et européenne, le jazz a joué un rôle important dans les évolutions culturelles de cette période, sans que son influence s'y limite. Aux États-Unis, l'Ère du jazz est souvent liée aux Roaring Twenties et se superpose avec la prohibition. Étroitement liée aux cultures de la jeunesse qui se développent, le mouvement a largement été soutenu par la popularisation de la radio.
F. Scott Fitzgerald est réputé pour être l'inventeur de l'expression, apparaissant pour la première fois dans un recueil de nouvelles paru en 1922 et intitulé Tales of the Jazz Age (en).

## Contexte historique

### Jazz
Le jazz est un genre musical né à la fin du XIXe siècle et au début du XXe siècle dans les communautés afro-américaines de La Nouvelle-Orléans, importante cité portuaire où se croisent de nombreuses cultures. Le jazz est issu du croisement du blues et du ragtime, avec un apport de la musique créole,. Au début du XXe siècle, le dixieland est la première forme de jazz.
Le jazz est souvent considéré comme la « musique classique américaine ». Dans les années 1920, il est reconnu comme une forme majeure d'expression musicale, se développant dans divers styles et donnant une grande importance à l'expression scénique. Le jazz a tiré de l'Afrique ses rythmes, son blues et l'expression personnelle dans le jeu ou le chant ; de l'Europe le jazz tire l'harmonie et les instruments. L'improvisation, issue des deux traditions, est centrale dans le jazz, et avec Louis Armstrong, le solo improvisé prend une grande importance. Le jazz se caractérise également par le swing, les blue notes, le chant en appel et réponse et la polyrythmie.

### Prohibition
La prohibition est le bannissement imposé par le XVIIIe amendement de la Constitution des États-Unis de la production, de l'importation, du transport et de la vente de boissons alcoolisées, valable dans tous les États-Unis de 1920 à 1933. Dans les années 1920, ces lois sont largement ignorées ou contournées. Le crime organisé prend le contrôle de l'approvisionnement en bière et en alcool dans de nombreuses villes, déclenchant une vague de criminalité secouant les États-Unis. Les gangsters, menés par Al Capone, gagnent autour 60 millions de dollars grâce à la vente illégale d'alcool. Les bars clandestins (« speakeasy ») issus de cette période sont des lieux animés de l'Ère du jazz, dans lesquels on peut écouter de la musique populaire, des airs de spectacle et danser.
À la fin des années 1920, les anti-prohibition (« wets ») se mobilisent à travers les États-Unis, soutenant que la loi est à l'origine du banditisme, de la réduction des revenus locaux et de l'imposition de valeurs religieuses protestantes rurales à l'Amérique urbaine. La prohibition prend fin avec la ratification, le 5 décembre 1933, du XXIe amendement de la constitution, qui annule le XVIIIe amendement. Quelques états maintiennent la prohibition, marquant une des dernières étapes de l'Ère progressiste.

### Speakeasies
Crées lors de la prohibition, les « speakeasy » sont des bars clandestins servant de l'alcool, souvent gérés par des gangsters. Cette culture illégale est à l'origine des clubs « black and tan », dans lesquels des clients blancs et noirs se côtoient. De nombreux speakeasies s'installent particulièrement à Chicago et New York, où leur nombre est monté jusqu'à 32 000.
Les propriétaires de speakeasies, comme Charlie Burns ou Jack Kriendler, achètent le soutien de la police locale et de pompiers au moyen de pots-de-vin. Les bars sont équipés de dispositifs permettant de faire disparaître l'alcool et de prévenir les clients de l'arrivée de la police.
Des concerts de jazz y sont organisés, créant une contre-culture adaptée à cet environnement illicite. Al Capone, le célèbre leader de crime organisé, offre un revenu stable à des musiciens de jazz vivant alors dans la pauvreté. La chanteuse Ethel Waters raconte ainsi que Capone la traite « avec respect, applaudissements, déférence, et [la] paye intégralement ». Earl Hines raconte que « « Scarface » [Al Capone] s'entendait bien avec les musiciens. Il aimait venir dans un club avec ses hommes de main pour demander au groupe de jouer. Il était généreux, laissant des pourboires de 100 $ ».

### Contrebande d'alcool
Des contrebandiers, appelés « bootleggers », fournissent les speakeasies en alcool. Ces contrebandiers se procurent du rhum par voie terrestre ou maritime. Les alcools étrangers, de bonne qualité, sont très recherchés, et William McCoy (en) est réputé en particulier pour son whisky non dilué. Pour échapper à la police, McCoy vend sa marchandise à la frontière des eaux territoriales des États-Unis.
Les contrebandiers, attirés par le marché lucratif que représente la vente d'alcool, se mettent également à en fabriquer. Ainsi, Frankie Yale et le gang des frères Genna fournissent à des Italo-Américains pauvres des alambics leur permettant de gagner 15 $ par jour,. Des racketteurs achètent également des brasseries et des distilleries fermées et embauchent d'anciens employés pour fabriquer de l'alcool. Johnny Torrio, par exemple, s'est associé à deux autres truands et au brasseur Joseph Stenson pour fabriquer de la bière illégale. Enfin, certains racketteurs ont volé de l'alcool de grain industriel et l'ont redistillé pour le vendre dans des speakeasies.

## Historique

### Développement du jazz
À partir de 1919, l'Original Creole Jazz Band de Kid Ory, venu de La Nouvelle-Orléans, joue à San Francisco et à Los Angeles. Il devient en 1922 le premier groupe de jazz de La Nouvelle-Orléans à enregistrer,, la même année que le premier enregistrement de Bessie Smith, la plus célèbre des chanteuse de blues des années 1920. À Chicago se développe le nouveau courant Jazz hot, avec Bill Johnson rejoignant King Oliver, et la création des Wolverines de Bix Beiderbecke en 1924.
De 1924 à 1925, Louis Armstrong rejoint le groupe de Fletcher Henderson en tant que soliste. À l'origine, le style de la Nouvelle-Orléans est polyphonique, variant le thème au cours d'improvisations collectives simultanées. Armstrong est un maître de ce style, mais quand il rejoint le groupe d'Henderson, il annonce une nouvelle phase du jazz, qui met l'accent sur les arrangements et les solistes. Les solos d'Armstrong dépassent l'idée d'improvisation sur le thème et se développent sur les harmonies plutôt que sur les mélodies. Pour Gunther Schuller, en comparaison les solos des camarades du groupe d'Armstrong (dont un jeune Coleman Hawkins), sonnent « raides et sans reliefs », avec « des rythmes saccadés et un son uniformément grisâtre ». L'exemple suivant montre un court extrait de la mélodie de Mandy, Make Up Your Mind, écrit par George W. Meyer et Arthur Johnston, comparé avec le solo d'Armstrong correspondant, enregistré en 1924.

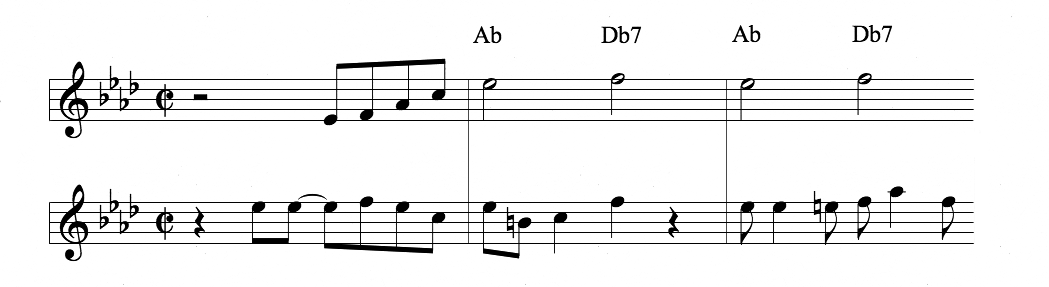
En haut, un extrait de la mélodie originale de Mandy, Make Up Your Mind de George W. Meyer et Arthur Johnston. En bas, l'extrait correspondant du solo de Louis Armstrong en 1924.

L'art de Louis Armstrong a beaucoup fait pour le succès du jazz. Après son départ du groupe d'Henderson, le trompettiste popularise le scat au sein de son groupe de virtuoses, les Hot Five (en), avec Kid Ory (trombone), Johnny Dodds (clarinette), Johnny Saint-Cyr (banjo) et sa femme Lil Armstrong (piano).
Jelly Roll Morton enregistre avec les New Orleans Rhythm Kings, un groupe inhabituellement mixte Blancs, et Noirs. Morton forme ensuite ses Red Hot Peppers (en) en 1926.
Le marché offert aux orchestres de danse blancs, comme celui de Jean Goldkette, est plus important : au milieu des années 1920, Paul Whiteman est le chef d'orchestre le plus célèbre aux États-Unis, et il est à l'origine de la Rhapsody in Blue, qu'il commande à George Gershwin en 1924. Son succès repose sur une « rhétorique de la domestication », selon laquelle il aurait élevé et valorisé une musique auparavant inachevée.
D'autres ensembles ont une grande influence, comme les groupes de Fletcher Henderson, de Duke Ellington (installé dans une résidence à succès au Cotton Club en 1927) et d'Earl Hines, installé au The Grand Terrace Cafe de Chicago dès 1928. Tous ont fortement influencé le développement des big bands swing.
En 1930, le style Nouvelle-Orléans est une relique du passé, et le jazz se répand dans le monde entier. Les jeunes popularisent les danses noires telles que le Charleston, et le jazz génère un immense changement culturel.

### Le swing dans les années 1920 et 1930
Les années 1930 sont les années des big bands swing, dans lesquels des solistes virtuoses deviennent aussi célèbres que les chefs d'orchestre. Parmi les personnalités les plus représentatives de ce mouvement, on peut citer les chefs d'orchestre Count Basie, Cab Calloway, Jimmy et Tommy Dorsey, Duke Ellington, Benny Goodman, Fletcher Henderson, Earl Hines, Harry James, Jimmie Lunceford, Glenn Miller ou Artie Shaw. Bien que le son soit conçu de façon collective, le swing offre à des solistes l'opportunité d'improviser des solos sur un matériau mélodiques ou thématique, qui peuvent être aussi importants et complexes que les parties écrites.
Au fil du temps, la ségrégation raciale se relâche aux États-Unis : des chefs d'orchestre blancs commencent à recruter des musiciens noirs et réciproquement. Par exemple, au milieu des années 1930, le chef d'orchestre blanc Benny Goodman engage dans de petits ensembles le pianiste Teddy Wilson, le vibraphoniste Lionel Hampton et le guitariste Charlie Christian, tous trois noirs.
Au cours des années 1930, le jazz de Kansas City, représenté notamment par le saxophoniste Lester Young, annonce le passage de l'ère des big bands à celui du bebop développé dans les années 1940,. À cette période apparaît également le jump blues, un genre de blues joué à des tempos élevés dérivé du boogie-woogie.

## Radio
En 1932, l'arrivée d'émissions radiophoniques à grande échelle permet la diffusion rapide du jazz au niveau national, bien qu'il soit plus souvent audible dans les grandes villes que dans les banlieues. Des millions de personnes ont accès gratuitement à cette musique, en particulier ceux qui n'ont jamais fréquenté les clubs coûteux des grandes villes. Ces émissions diffusent des concerts et de la musique de danse jouée par des big bands depuis des clubs importants de New York, Chicago, Kansas City ou Los Angeles. Les concerts, appelés « potter palm », laissent entendre des amateurs généralement bénévoles ; la musique de big band, généralement professionnelle, est diffusée dans les boîtes de nuit, les salles de danse et les salles de bal,.
Le musicologue Charles Hamm (en) décrit trois types de musique : la musique noire pour des publics de Noirs, la musique noire pour des publics de Blancs, et la musique blanche pour des publics de Blancs. Les musiciens de jazz comme Louis Armstrong bénéficient dans un premier temps de très peu de temps d'antenne, les radios préférant jouer la musique des chanteurs de jazz blancs. Les big bands de James Reese Europe et Fletcher Henderson sont très populaires.

## Éléments et influences

### Dans la jeunesse
Dans les années 1920, le jazz est un élément clé de la rébellion de la jeunesse contre la culture traditionnelle des générations précédentes. Cette rébellion va de pair avec d'autres aspects, comme une mode vestimentaire audacieuse (illustrée par les garçonnes), les femmes qui se mettent à la cigarette, un désir de parler de sexualité ouvertement et de nouvelles émissions de radio. Des danses comme le charleston, développée par les Afro-Américains, se popularisent rapidement chez les jeunes.
Les traditionalistes sont consternés par ce qu'ils considèrent comme un effondrement de la moralité. Quelques Afro-Américains de classe moyenne perçoivent le jazz comme la « musique du diable », et pensent que les rythmes et les sons encouragent la promiscuité.

### Rôle des femmes
Alors que le droit de vote est accordé aux femmes le 18 août 1920 par le XIXe amendement de la Constitution des États-Unis, et que les garçonnes libres d'esprit apparaissent, les femmes prennent un rôle plus important dans la société et la culture. Arrivées dans le monde du travail à la suite de la Première Guerre mondiale, les possibilités offertes aux femmes en termes de vie sociale et de divertissement se multiplient, et les idées d'égalité et de libération sexuelle se répandent.
Au cours des années 1920 émergent de nombreuses musiciennes, comme Bessie Smith. Avec le temps, elle devient l'une des chanteuses les plus respectées de tous les temps, influençant des chanteuses comme Billie Holiday et Janis Joplin.
Lovie Austin et Lil Hardin Armstrong sont souvent citées comme les deux meilleures pianistes de jazz blues de l'époque. Installée à Chicago, Lovie Austin est une cheffe d'orchestre, pianiste, compositrice, chanteuse et arrangeuse de la période du blues classique. La pianiste Lil Hardin est membre du groupe de King Oliver avec son mari Louis Armstrong, et continue de jouer du piano dans le groupe d'Armstrong, les Hot Seven. C'est également l'époque où la pianiste et compositrice Mary Lou Williams, « la première dame du clavier jazz », atteint la renommée, d'abord au sein du groupe d' Andy Kirk, puis en solo.
À partir des années 1930 et 1940, de nombreuses chanteuses de jazz, comme Bessie Smith ou Billie Holiday, sont reconnues comme artistes à succès dans le monde de la musique. Ella Fitzgerald, surnommée « la première lady de la chanson », est la plus célèbre chanteuse de jazz aux États-Unis pendant un demi-siècle. Durant sa carrière, elle gagne 13 Grammy Awards et vend plus de 40 millions d'albums Elle chante des ballades, du jazz et peut imiter tous les instruments de l'orchestre. Elle a travaillé avec les plus grands, notamment Duke Ellington, Count Basie, Nat King Cole, Frank Sinatra, Dizzy Gillespie ou encore Benny Goodman.
Malgré les difficultés posées à ces femmes évoluant dans des milieux essentiellement masculins, elles ont ouvert la voie à de nombreuses autres femmes,.

### Influence afro-américaine
La naissance du jazz est attribuée aux Afro-Américains, au sein de sociétés injustes et racistes du Sud des États-Unis. La migration des Afro-Américains vers le Nord a permis au jazz de se répandre. Dans le même temps, il a évolué pour être socialement acceptable par la classe moyenne blanche américaine. Alors que les critiques du jazz le décrivent comme une musique faite par des gens non éduqués et sans talent, les musiciens blancs popularisent le jazz aux États-Unis. Par l'appropriation blanche de cette musique, le jazz facilite l'imprégnation des traditions et des idéaux afro-américains dans la classe moyenne blanche.

### Débuts du jazz européen
Comme très peu de disques de jazz circulent en Europe, le jazz arrive grâce aux concerts des artistes venus en Europe après la Première Guerre mondiale, tels que James Reese Europe, Paul Whiteman ou Lonnie Johnson. Tout ce qui vient des États-Unis, perçu comme exotique, est alors attirant, particulièrement sur un continent alors en proie aux difficultés économiques et politiques. Pendant entre-deux-guerres, le jazz européen se distingue de son aîné américain.
L'Original Dixieland Jass Band tourne au Royaume-Uni en 1919. En 1926, Fred Elizalde et ses Cambridge Undergraduates sont diffusés à la BBC. Le jazz devient ainsi un élément important des orchestres de danse, et les musiciens se multiplient.
En France, le Quintette du Hot Club de France, créé en 1934, est représentatif de l'arrivée du swing. On y entend une combinaison du jazz afro-américain et des styles symphoniques : l'influence de Paul Whiteman est évidente, son style étant lui-même dérivé des mêmes sources. Django Reinhardt popularise le jazz manouche, mélange de swing américain, de musette et de musique traditionnelle de l'Europe de l'Est ; les instruments principaux sont la guitare à cordes d'acier, le violon et la contrebasse. Les solos s'échangent d'un musicien à l'autre, la section rythmique est assurée par la guitare et la contrebasse. L'association du violon et de la guitare, caractéristique du genre, pourrait être inspirée par le duo Eddie Lang/Joe Venuti, qui a publié des disques et donné des concerts en France dans les années 1920.

## Critiques du mouvement
C'est à cette période que le jazz commence à être accusé d'immoralité : pour les anciennes générations, le jazz menace la morale traditionnelle en promouvant les valeurs décadentes des Roaring Twenties. Le professeur Henry van Dyke, enseignant à l'Université de Princeton, écrit ainsi : « [le jazz] n'est pas de la musique. C'est une simple irritation des nerfs auditifs, une provocation à la passion physique ». Des médias dénigrent également le jazz, comme The New York Times qui écrit gros titres et articles, souvent mensongers, en défaveur du jazz : des villageois de Sibérie ont diffusé cette musique pour faire fuir les ours, l'écoute du jazz a provoqué la crise cardiaque mortelle d'un célèbre chef d'orchestre…
Les élites américaines, craignant que le jazz devienne prédominant, cherchent à élargir l'audience de la musique classique. De façon controversée, le jazz exerce une influence sur des compositeurs tels que George Gershwin et Herbert Howells.

### Ouvrages
- (en) Mervyn Cooke (trad. de l'anglais), L'Histoire du Jazz [« Jazz »], Paris, Grund, 2014 (1re éd. 1998), 272 p. (ISBN 978-2-324-00833-7 et 978-0-500-20318-7, lire en ligne). .
- (en) Linda De Roche, The Jazz Age : A Historical Exploration of Literature, ABC-CLIO, 2015, 237 p. (ISBN 978-1-61069-668-5, lire en ligne). .
- (en) Jeff Hill, Prohibition, Détroit, Omnigraphics Inc, coll. « Defining moments », 2004, 224 p. (ISBN 978-0-7808-0768-6). .
- (en) Gunther Schuller, Early Jazz : Its Roots and Musical Development, Oxford University Press, 1968 (ISBN 0-19-504043-0, OCLC 13331781). .
- (en) Neil A. Wynn (dir.), Cross the Water Blues : African American music in Europe, Jackson, Miss., University Press of Mississippi, 2007, 304 p. (ISBN 978-1-60473-546-8). .

### Articles
- (en) William Barlow, « Black Music on Radio During the Jazz Age », African American Review, vol. 29, no 2,‎ 1er janvier 1995, p. 325–328 (DOI 10.2307/3042311, JSTOR 3042311). .
- (en) Frank Biocca, « Media and Perceptual Shifts: Early Radio and the Clash of Musical Cultures », The Journal of Popular Culture, vol. 24, no 2,‎ automne 1990 (DOI 10.1111/j.0022-3840.1990.2402_1.x). .
- (en) Joel Dinerstein, « Music, Memory, and Cultural Identity in the Jazz Age », American Quarterly, vol. 55, no 2,‎ 2003, p. 303–313 (DOI 10.1353/aq.2003.0012). .
- (en) Amy Henderson, « What the Great Gatsby Got Right about the Jazz Age », Smithsonian Mag,‎ 10 mai 2013 (lire en ligne). .